# Pretium Partners
 (janvier 2022).
Pretium Partners, aussi surnommé Pretium, est une société de capital-investissement alternative, créée à New-York en 2012, spécialisée dans la gestion d'investissements dans les domaines du crédit résidentiel, du crédit aux entreprises immobilières et du crédit structuré.
Cette société d'investissement est l'une des quelques nouvelles entreprises américaines qui ont tiré parti et profit de la crise des subprimes pour d'une part lever des fonds et d'autre part se positionner dans l'achat, la gestion et la location d'une grande quantité de maisons unifamiliales individuelles vendues à bas prix par ce que saisies. Ces maisons étaient repérées, puis les plus intéressantes pour le groupe étaient achetées à bas prix, gérées et mises en location par Progress Residential, société-fille de Pretium.
En 2020, le groupe constitué par Pretium Partners et sa société-fille Progress Residential est devenu le second plus grand propriétaire et exploitant de maisons unifamiliales locatives pour l'ensemble des États-Unis « avec 179 milliards de dollars d'actifs sous gestion au 30 septembre 2020 avec plus de 1 400 employés opérant en Amérique du Nord, en Europe et en Asie-Pacifique ». Et au 1er janvier 2021, selon Pretium, sa plate-forme intégrée gérait plus de 18 milliards de dollars d'actifs, avec 1 500 employés répartis dans 26 bureaux.
Outre une frénésie d'acquisitions et des loyers en hausse régulière injustifiée, plusieurs autres choses ont été reprochées à la société.[Par qui ?] Elle aurait utilisé des critères discriminatoires dans sa procédure de choix des locataires de maisons. Elle aurait expulsé rapidement des locataires pour impayé de loyer, au cœur de la crise du COVID, alors que le moratoire des CDC interdisait toute expulsion en période pandémique, et que le gouvernement et les CDC demandaient aux gens de rester chez eux. Cela a pu aussi contribuer à augmenter le nombre des sans-abri et aggraver la Pandémie de Covid-19 aux États-Unis.
Fin 2021, le groupe gérait 31,8 milliards de dollars d'actifs axés sur l'immobilier, le financement hypothécaire et la dette d'entreprise.

## Histoire

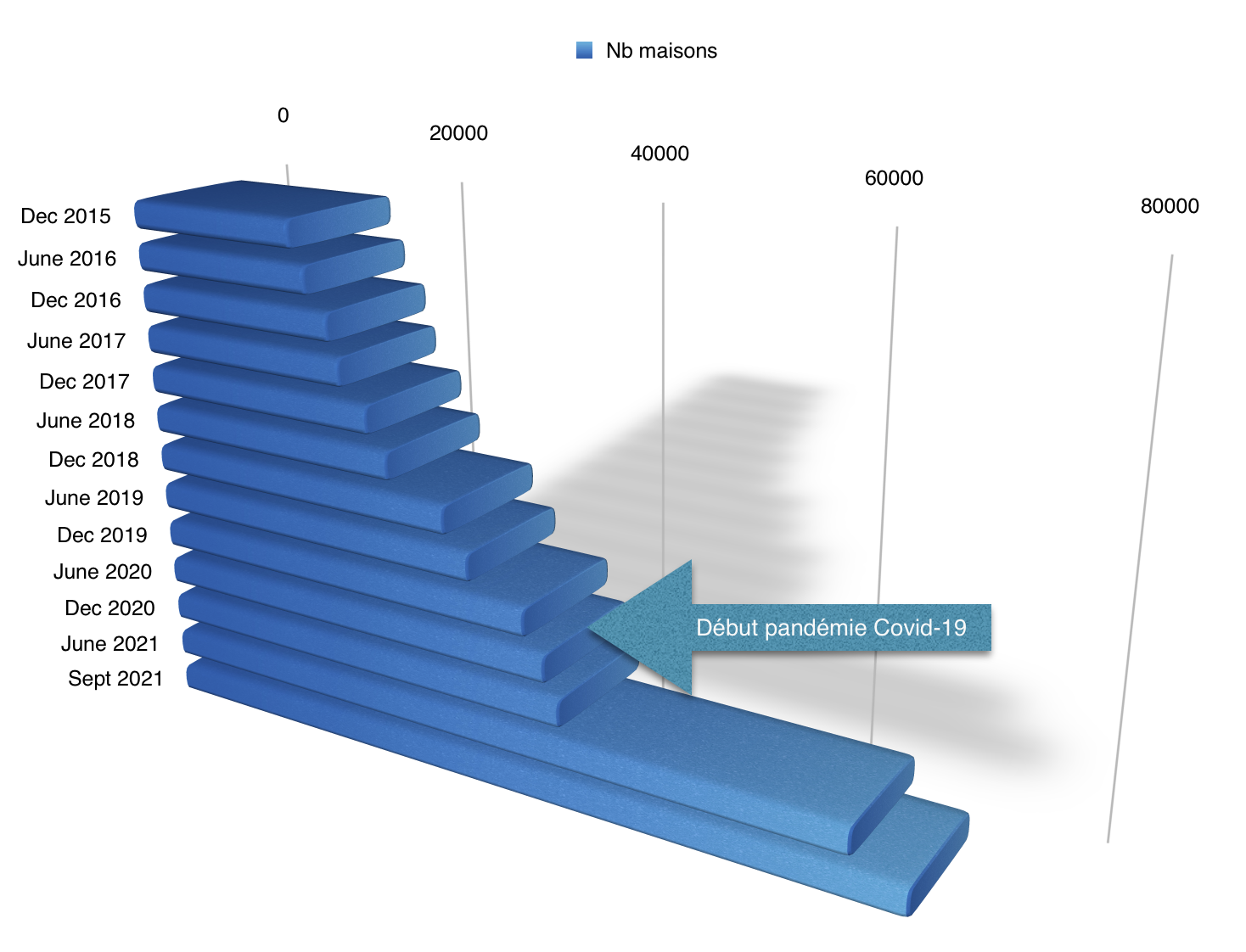
Nombre de maisons achetées et mises en location (ou en attente), de juin 2013 à septembre 2021 par Pretium Partners.
La flèche indique le moment du début de la pandémie de Covid-19. Au même moment, une concurrence féroce a lieu pour l'achat de logements existants, contribuant à une forte augmentation des prix et des loyers en 2020 et 2021 dans 19 conurbations sur les 20 que compte le pays. Les maisons individuelles semblent les plus recherchées en 2020-2021 ; leurs loyers ont augmenté en moyenne de + 11,1 % en un an (mesure faite en juillet), contre seulement 5,5 % pour les maisons mitoyennes. Ces augmentations font que l'inflation américaine a été sous-estimée pour cette période

En février 2012, Donald R. Mullen, ancien banquier de Goldman Sachs, et Curtis Schade, cofondent Pretium Partners, une société de gestion d'investissements dits alternatifs. Pretium signifie le prix en latin. Au même moment, ils créent la société-fille Progress Residential.
Pretium commence par réunir des fonds, sollicités auprès de banques, fonds et riches investisseurs (américains et étrangers). L'objectif était alors d'atteindre au moins 2 millions de dollars. Dans un document de 238 pages datant de 2012 trouvé dans les Pandora Papers, destiné à ses investisseurs, Pretium leur annonce des rendements annualisés mirobolants : de 15 à 20 % par an, basé sur ce que les fondateurs appelaient des « opportunités d'investissement et de prêt » nés de la conjonction d'une crise du secteur américain du logement et d'une crise des marchés du financement hypothécaire). Une note interne, aussi trouvée dans les Pandora Papers) expliquait que Pretium « capitaliserait sur la grave détresse du marché immobilier résidentiel aux États-Unis » et louerait ces maisons à des familles « qui ont été déplacées par une saisie ou qui sont autrement incapables d'obtenir un financement bien qu'elles puissent se permettre l'achat d'une maison ». Les Panama Papers ont montré l'importance des liens fonctionnels de Pretium Partners avec Progress Residential : Sans les investisseurs discrètement voire secrètement réunis par Pretium, Progress Residential n'aurait jamais pu appliquer seul son modèle économique.
Les propositions d'apport en capital, venues de sociétés de capital-investissement, de fonds de pension, de compagnies d'assurance et d'autres investisseurs institutionnels intéressés, ont afflué. Ceux des investisseurs qui sont connus en 2021 sont : 
- Ares Management
- Landmark Partners
- Canada’s Public Sector Pension (PSP) ; la caisse de Régime de retraite du secteur public (RPP) du Canada)
- American Equity Investment Life Insurance (Fonds d'Assurance-vie investissant en actions américaines)
- Tennessee Consolidated Retirement System (Système de retraite consolidé du Tennessee )
- la banque privée allemande Deutsche Bank (qui aurait débloqué 400 millions de dollars).

Le modèle économique de la société semble avoir très vite convaincu de gros investisseurs, car bien plus que les 2 millions de dollars visés, ce sont plus d'un milliard de dollars qui seront réunis. Cet argent semble avoir pour l'essentiel été transféré à Progress Residential, qui a ainsi pu devenir, en 9 ans, l'une des plus grandes entreprises d'achat, de gestion et de location immobilières du pays et du monde. Le groupe a déversé un flot d'argent sans précédent pour acheter des dizaines de milliers de maisons individuelles dans des zones recherchées par la classe moyenne et notamment dans la ceinture du soleil.
En janvier 2021, Pretium en partenariat avec la société de capital-investissement Ares Management a coacheté l'un de ses concurrent (« Front Yard Residential ») qui possédait alors un portefeuille de plus de 12 000 maisons mises en location [Ares Management Corporation (NYSE : ARES) est l'un des plus grands gestionnaires mondiaux d'« investissements alternatifs » du domaine du capital-investissement dans l'immobilier, « avec 179 milliards de dollars d'actifs sous gestion au 30 septembre 2020 avec plus de 1 400 employés opérant en Amérique du Nord, en Europe et en Asie-Pacifique ».
Pretium Partners travaille aussi en partenariat avec des entreprises externes, mais du domaine de l'immobilier, par exemple avec le groupe Zillow qui disposait en 2021 de 9 800 maisons qu'il avait acheté en espérant les revendre plus cher, mais qu'il a finalement du mal à vendre au même prix ou avec des bénéfices. Zillow dispose aussi de 8 200 autres maisons qu'il était contractuellement obligée d'acheter. Selon le Wall Street Journal Zillow recherchait des investisseurs institutionnels pour acheter ces propriétés, et Pretium Partners lui a proposé d'en acheter 2 000 réparties dans 20 zones de marchés différentes des États-Unis. Selon le Wall Street Journal, la somme négociée par Pretium pour ce rachat à Zillow (réalisé en octobre 2021) est restée secrète, mais il se dit que Zillow aurait touché l'équivalent du prix du marché pour ces maisons. D'après Bloomberg, au même moment, deux concurrents de Pretium (Invitation Homes et American Homes 4 Rent envisageaient aussi d'acheter à Zillow des portefeuilles de maisons à mettre en location.
Début 2021, Pretium Partners tirait des revenus (plus de 1,5 milliard de dollars) de plus de 200 000 résidents, via un portefeuille d'« actifs sous gestion » (c'est-à-dire de 70 000 maisons ou mobil-homes louées). Neuf ans après sa création, fin 2021, cette société a financé l'achat d'environ 75 000 maisons aux États-Unis, mises en location par Progress Residential avec (en octobre 2021) « 1 900 employés gérant plus de 70 700 maisons (au 30 septembre 2021) réparties dans 29 des zones métropolitaines à la croissance la plus rapide du pays »,, avec un taux d'occupation de 96.4% des maisons (au 30 septembre 2021), à comparer à $12.7B d'actifs en gestion, 41 861 maisons (en moyenne âgées de 19 ans) louées à 96,7 % dans 15 marchés-clés du pays au 31 décembre 2020.
Une étude statistique de John Burns Real Estate Consulting estime que les locataires ont, aux États-Unis, dépensés plus de 30 milliards de dollars en loyer, en quelques mois (de 2020 à novembre 2021), et, selon Bloomberg (24 Nov 2021), la demande locative devrait encore croître, poussée par pandémie qui encourage les déménagements vers des zones moins denses que les centres-villes. De grandes entreprises cherchent à capter cette rente, et à l'augmenter à leur profit. C'est notamment le cas de Starwood Capital Group (concurrent mondial de Pretium Partners, présidée par Barry Sternlicht) qui début novembre 2021 s'apprêtait à acheter (plus de 1 milliard de dollars) 2 300 maisons unifamiliales (à louer) à Pretium Partners.
En Aout 2021, Pretium ouvre un bureau à Dubaï, dirigé par Jamal Saab, un ancien de PineBridge et de Natixis Global Asset Management.
En septembre 2021, une « équipe d'opportunités juridiques » récemment créée au sein de Pretium annonce qu'elle va dorénavant travailler avec des entreprises, des cabinets d'avocats et d'autres entités pour investir dans « des opportunités juridiques et commerciales » (financement de litiges commerciaux complexes, monétisation des risques juridiques, brevets et propriété intellectuelle, des arbitrages et des faillites, juricomptabilité, analyse des dommages…) mais pas dans le financement des litiges de consommation. La stratégie sera pilotée par Matthew Cantor (ancien avocat général de Lehman Brothers Holdings Inc, embauché par Pretium en 2020 comme directeur général spécialisé dans les faillites et les actifs en difficulté) ; et Charles Scmerler (ex-PDG de la société de financement de litiges Yorkside Capital LLC, qu'il a fondée après avoir pratiqué chez Norton Rose Fulbright) s'occupera du financement des litiges.
Début novembre 2021 Pretium, a acheté (pour une somme non-divulguée) Anchor Loans LP (plateforme de prêt fondée en 1998 par des joueurs de Poker (dont Dan Harrington), et devenue principal fournisseur américain de financement aux investisseurs et entrepreneurs du secteur immobilier résidentiel ; de 1998 à 2021, elle aurait accordé plus de 10 milliards de dollars de prêts (plus que n'importe lequel de ses concurrents). Pretium pourra donc désormais aussi offrir des prêts aux acheteurs de maison et aux investisseurs et entrepreneurs immobiliers résidentiels, via Anchor Loans qui conserve son nom, et son PDG (Andrew Pollock) et son siège (à Thousand Oaks, en Californie).
Fin 2021, Bloomberg révèle que Pretium aurait négocié la vente de 2 300 maisons uni-familiales à louer, à son concurrent Starwood Capital Group, pour plus de 1 milliard de dollars.

## Informations issues des Pandora Papers
En décembre 2021, une enquête journalistique, faite par le Consortium international des journalistes d'investigation (ICIJ) en partenariat avec le Washington Post et le Toronto Star s'est appuyé sur les Pandora Papers, et sur des recueils de témoignages récoltés parmi des locataires et d'anciens employés de ces sociétés, ainsi que sur des vérifications complémentaires. Elle a révélé l'identité de certains des investisseurs cachés et le vrai plan d'affaires de l'entreprise. Ce plan a été conçu et mis en œuvre de manière à exploiter les conséquences du krach immobilier américain des années 2000. Les auteurs du plan savaient que ce krach contraindrait des millions de propriétaires à la forclusion en mettant sur le marché une surabondance de maisons saisies, qui seraient vendues bon marché. Pretium Partners a fait acheter des dizaines de milliers de ces maisons à des prix artificiellement bas, pour ensuite les louer (de plus en plus cher) à des familles n'ayant pas ou peu d'autres solutions, car ayant perdu leur logement ou, en raison de pratiques de prêt resserrées, ne pouvant plus prétendre à un prêt hypothécaire. En particulier, une note interne de Pretium Partners explique clairement que l'entreprise « capitaliserait sur la grave détresse du marché immobilier résidentiel aux États-Unis ». Selon l'ICIJ, les documents et témoignages récoltés lors de son enquête montrent que contrairement aux communications de l'entreprise et de ses dirigeants (« élargir l'accessibilité à des logements abordables et de qualité pour aider à résoudre la pénurie de logements dans notre pays »), Pretium Partners n'avait pas d'objectifs sociaux et vise moins le bien être de ses clients que ses profits ; ses décisions d'achat et de fixation des loyers et d'autres frais se font à l'aune d'une mesure continue de la performance d'investissement, du taux de rendement, tels que mesurés par des logiciels et des approches de type CIPM (Certificate in Investment Performance Measurement).

### Investisseurs
Les identités des investisseurs de Pretium Partners semblent n'avoir jamais été publiées par l'entreprise. Seuls trois d'entre eux sont cités dans les documents des Pandora Papers. Ils figurant tous les trois parmi les personnages ayant volontairement profité du krach immobilier américain des années 2000, dont Stephen Bronfman et Vikrant Bhargava.
Stephen Bronfman est l'un des plus puissants donateurs politiques du Canada, héritier de la fortune d'un milliard de dollars des spiritueux Seagram ; ce canadien est le fils du milliardaire Charles Bronfman et héritier d'un milliard de dollars provenant de l'entreprise de spiritueux Seagram, financeur d'une fiducie (Kolber Trust) basée dans le paradis fiscal des îles Caïmans, fiducie qui en 2012 disposait de dizaines de millions de dollars provenant de deux des familles les plus riches et financièrement influentes du Canada Bronfmana été le principal collecteur de fonds du premier ministre libéral Justin Trudeau). Une fiducie (trust) des îles Caïmans contenant de l'argent de la famille Bronfman investi dans un fonds qui deviendrait le géant de l'immobilier américain à succès et controversé Pretium Partners. Selon le Toronto star, un juriste ayant travaillé pour Jonathan Kolber, a précisé que le Kolber Trust aurait été dissous en 2016 et ses avoirs ont été, selon lui, transférés en Israël.
Vikrant Bhargava est un magnat des jeux d'argent en ligne, dont l'investissement via une fiducie basée à Singapour est passé de 6,6 millions de dollars à 9,4 millions de dollars en cinq ans. Sa première société, cofondée à ses débuts à la Bourse de Londres, est en 2021 évaluée à 8,5 milliards de dollars. Bhargava a dit n'être que vaguement au courant de son investissement, qui aurait été selon lui réalisé par sa fiducie familiale basée à Singapour.

### Stratégie financière, commerciale et fiscale de Pretium Partners
L'étude des Pandora Papers a mis en évidence un plan d'affaires sciemment construit pour tirer profit du krach immobilier américain des années 2000, crise qui allait inévitablement conduire des millions de propriétaires américains à la faillite et/ou à la forclosure, c'est-à-dire à un grand nombre de saisies de maisons individuelles destinées à rembourser les créanciers (banques ou autres prêteurs). Après la crise de 2008, plus de 3 millions de logements ont été saisis dans le pays, et vendus aux enchères par les banques et autres prêteurs. Ce brutal afflux de maisons sur le marché, combiné aux effets de la crise économique empêchait les classes moyennes d'acheter ces maisons saisies, qui donc ont souvent été vendues à bas prix.
La stratégie de Pretium Partners (et par suite, partagée par Progress Residential) a consisté, à anticiper et profiter de cette « aubaine » : grâce à l'argent de riches investisseurs, des dizaines de milliers de maisons pavillonnaires d'entrée de gamme ont alors été acquises par Progress Residential (et d'autres groupes du même type) à vil prix, avant même qu'elles aient eu le temps d'être vendues aux autres clients, ou en surenchérissant sur eux.

Les maisons recherchées étaient (et sont encore en 2021) celles construites au cours des 15 dernières années, vendues entre 70 000 $ et 190 000 $, et préférentiellement situées dans les parties plutôt suburbaines de la « ceinture du soleil » (« U.S. sunbelt) ». Le rythme d'achat de maisons par Progress Residential a atteint environ 2 000 maisons par mois. Ceci a été rendu possible, à relativement peu de frais, par un algorithme de recherche de propriétés à vendre et un système de dépôt d'offre d'achat rapide, achat souvent fait en cash, ce qui accélérait encore le processus de vente.
Ce maisons étaient ensuite nettoyées ou rénovées puis louées à des familles d'Américains trop pauvres pour les acheter (ou déjà lourdement endettés et/ou ne pouvant plus prétendre à un prêt hypothécaire). En 2016, 95 % des dizaines de milliers de maisons devenues propriétés de Progress Residential étaient louées (taux d'occupation élevé) et début 2017, Progress Residential, pour le compte de Pretiumm Partners avait déjà acquis plus de 20 000 logements dans 14 marchés clés, avec en 2016 une hausse des nouveaux loyers de 5 % et de 4 % annoncés pour 2017).
C'est ainsi que Progress Residential est devenu l'un des plus grandes entreprises propriétaires et gestionnaires de maisons individuelles louées aux États-Unis. En 2021, ensemble, ces trois entités commerciales et financières liées que sont Pretium Partners, Progress Residential et Front Yard Residential et leurs sous-entités) comptent aux États-Unis, parmi celles qui ont sciemment le plus profité de la longue vague de saisies et expulsions causées par la crise des subprimes puis la crise de 2008.

## Personnes-clé

### George Lane
George Lane, après un baccalauréat ès arts en sociologie/anthropologie obtenu au Carleton College, d'une maîtrise ès sciences en comptabilité de l'Université DePaul et d'une maîtrise en administration des affaires obtenu à la Kellogg School of Management de l'Université Northwestern, a débuté chez Deloitte (dans le groupe de vérification, puis dans le groupe de consultation en immobilier). Il a été vice-président du groupe mondial des fonds d'opportunités de la Deutsche Bank (RREEF) puis a travaillé presque une décennie pour l' Abu Dhabi Investment Authority (ADIA) avant d'être embauché par Pretium comme directeur adjoint de l'immobilier (pour les Amériques), chargé des acquisitions et de la gestion des actifs (maisons à louer) quel que soit le type de propriétés et la zone géographique dans les États-Unis. Il a aussi supervisé certaines transactions avec des partenaires opérationnels et des gestionnaires de fonds.

### Autres dirigeants importants
- John Lynch[24] ;
- Heather Hopkins[24] ;
- Steve Allison[24] ;
- Lauren Waxman[24] ;
- Bryan Sauer[24] ;
- John Trapnell[24] ;
- Jennifer Strickland (responsable du développement commercial)[19] ;
- Matt Cantor (directeur général principal, chargé des aspects distressed and distressed credit[19].
- Matt Johnston (directeur général / location unifamiliale et constructions à louer, depuis mars 2021)[19] ;
- Kyle Mitts (directeur général / location unifamiliale et constructions à louer, depuis mars 2021)[19] ;
- Charles Schmerler (directeurs général senior dans l'unité d'investissements juridiques, à partir de 2021)[19];
- John Salomon (directeurs général senior dans l'unité d'investissements juridiques, à partir de 2021)[19] ;
- Jerry Ouderkirk (responsable du crédit structuré)[25] ;
- Ralph Canada (directeur général à partir de 2021)[19] ;
- Katherine Plavan (directrice générale à partir de 2021)[19].

## Communication et objectifs affichés
En 2017, dans un webinaire, Don Mullen explique que les conditions actuelles (2017) créent « d'énormes opportunités » dans le secteur. il estime que 98 % des actifs unifamiliaux (maisons pour une seule famille) sont entre les mains d'opérateurs « relativement inefficaces » (…)« Nous voyons une opportunité persistante à acquérir des maisons de haute qualité à des rendements attractifs (…) Nous pensons qu'il s'agit d'une opportunité démographique et technologique, et non, comme les gens l'ont initialement perçu, comme une opportunité de profiter d'un secteur immobilier en détresse ». Mais en 2021, les documents des Pandora Papers contredisent ces affirmations et la page Linkedin de l'entreprise décrit sa spécificité d'une manière ambiguë : « Nous perturbons l'industrie de la location séculaire en embauchant des personnes innovantes et en utilisant la technologie pour améliorer considérablement la façon dont les gens trouvent, louent et aiment où ils vivent (…) nous privilégions l'innovation pour faire gagner et croître notre entreprise, perturber les conventions et prendre des décisions rapidement avec les ressources d'une grande entreprise et le cœur d'une petite ».
L'objectif affiché de l'entreprise est de « se différencier des autres sociétés d'investissement en construisant une plate-forme intégrée capable de fournir une exposition à des actifs dont le prix est décoté par rapport à leur valeur intrinsèque, par le biais d'investissements dans l'immobilier, des prêts et/ou de la dette titrisée » et, selon l'un de ses patrons (Donald R. Mullen jr, en janvier 2021), de « capitaliser davantage sur un ensemble diversifié d'opportunités d'investissement SFR [SFR signifie Single-Family Rental, c'est-à-dire : logements locatifs unifamiliaux]. Nous sommes impatients de tirer parti de notre plate-forme d'exploitation unique et de notre évolutivité pour accroître davantage nos marges d'exploitation et offrir des rendements attrayants aux investisseurs ».

## Tendances
Perspectives 2022 : Après un emballement du marché qui s'est traduit par des hausses-record des loyers et des prix des maisons, la croissance des prix des maisons devrait ralentir en 2022, à la suite d'un moindre nombre d'enchérisseurs concurrents, et une offre augmentée, d'après les prévisions de l'indice CoreLogic des prix des maisons aux Etats-Unis, la hausse moyenne annuelle des prix pourrait passer de 15 % par an en 2021 à 6 % par an en 2022. Les campagnes d'achats massifs de logements par Pretium et ses quelques concurrents devraient encore croître, mais la hausse des taux hypothécaires, bien que très modérée, pourrait influencer le refinancement et modifier la composition de leurs portefeuilles de maisons. Les taux de défaillance avec saisies devraient légèrement augmenter, mais légèrement.

## Controverses
Pretium étant quasiment inconnu du grand public avant les révélations des Pandora Papers, les critiques et controverses ciblaient plutôt sa société-fille (Progress Residential, plus connue), et d'autres groupes du même type en train de monopoliser le marché des locations aux États-Unis, mais aussi au Canada (où un groupe d'investisseurs, Core Development Group Inc. (CDGi), a en 2021 acheté 1 milliard de dollars de maisons unifamiliales afin de les louer, suscitant l'indignation d'observateurs qui dénoncent un nouvel exemple de profit fait à partir de la crise du logement dans le pays, en faisant artificiellement grimper le prix des loyers.
Aux États-Unis, selon le CoreLogic Single-Family Rent Index (SFRI), les loyers des maisons unifamiliales ont augmenté en moyenne de 8,5 % en un an (de juillet 2020 à juillet 2021). L'augmentation subie par les locataires au mois de juillet 2021 a été près de cinq fois plus élevée que celle subie en juillet 2020. La hausse annuelle a atteint 19 % dans la région de Phoenix (en lien aussi avec une forte croissance démographique) et 17% dans celle de Miami ; il n'y a que dans la métropole de Boston que les loyers ont très légèrement baissé ; dans les 19 autres grandes métropoles, les loyers ont augmenté plus vite que l'année précédente. Les loyers des maisons unifamiliales isolées (type recherché par Pretium) ont augmenté deux fois plus vite que ceux des locations unifamiliales mitoyennes ; peut-être à cause de la pandémie, les maisons individuelles semblent plus recherchées en 2020-2021, leur croissance annuelle des loyers été de + 11,1 % (mesure faite en juillet) contre seulement 5,5 % pour les locations mitoyennes). Mi 2021, l'augmentation a légèrement diminué, mais en octobre 2021 cette hausse restait plus de trois fois supérieure à celle d'octobre 2020, et très supérieure aux niveaux d'avant la pandémie. C'est l'augmentation de loyer la plus rapide de l'histoire de l'indice des prix des loyers SFRI (tant pour les bas-loyers que pour les loyers élevés).
En 2019, 2020 et 2021, Pretium évolue dans un contexte nord-américain de frénésie d'achats de maisons par de grands groupes financiers, marqué par une succession de records : 2021, malgré une récession annoncée liée à la pandémie, a connu le plus grand nombre de ventes de maisons depuis 15 ans. Au deuxième trimestre 2021 (en juin), 24,3 % des maisons individuelles qui étaient à vendre ont été achetées par de grands investisseurs (i.e. possédant plus de 100 maisons) ou des fonds d'investissement (tels que Pretium), et ce taux record est passé à 24,6 % en juillet, 25,8 % en août puis 26,8 % en septembre. Entre septembre 2019 et septembre 2021, la part des maisons achetées par de grands investisseurs (plutôt que par des particuliers ou petits et moyens investisseurs) a augmenté de 8 % aux USA. La concurrence semble devenir plus féroce encore avec une tendance émergente qui est la recherche automatisée des mises en vente et l'achat « instantané » (en ligne) de maisons (les iBuyers en 2021 ont ainsi acheté 2 % des maisons à vendre ; ces achats ont constitué environ 5 % des achats des investisseurs faits de juillet à septembre 2021, ce qui signifie que moitié de l'augmentation des achats par de gros investisseurs en 2021 peut être attribuée aux iBuyers, au détriment des particuliers qui n'ont pas les moyens de réagir aussi vite), et en particulier au détriment des moins riches (car par exemple en octobre 2021, ce sont les maisons de la catégorie la moins chère qui ont vu leur prix le plus augmenter dans le pays : + 20,1 % en un an). En octobre 2021 le prix moyen d'une maison individuelle avait augmenté de 18 % par rapport à l'année précédente où ce prix avait déjà grimpé de 7,4 % par rapport à 2019. Les hausses de prix les plus fortes ont été enregistrées dans le Mountain West. C'est le record de hausse des prix en 12 mois depuis que l'indice a été créé (en 1976). Cette hausse est expliquée par les faibles taux hypothécaires, une offre faible et une forte demande de maisons à acheter de la part des investisseurs qui en 2021 n'ont pas été refroidis par les hausses de prix. Cette frénésie d'achats et d'augmentation des loyers évoque une bulle spéculative.
Progress Residential (qui dépend de Pretium) est accusée de manque d'humanité dans ses liens avec des locataires en difficulté, d'opacité, Accusation d'accaparement de logements, de contribution à la crise du logement et à la hausse des prix de l'immobilier périurbain, de financiarisation du marché immobilier, en contournant les règles concurrentielles,,, d'optimisation fiscale cynique et agressive notamment en raison de preuves d'arrangements offshore complexes et d'autres stratégies visant à alléger l'exposition des investisseurs étrangers à l'impôt américain dû. Des éléments du plan d'un milliard de dollars, trouvées dans les Pandora Papers notamment analysés par des experts fiscaux ont montré que Pretium a explicitement pris des dispositions juridiques pour protéger leurs investisseurs étrangers d'une imposition normale aux yeux de la loi américaine, dont en utilisant des entités basées aux îles Caïmans, dans le Delaware (où les investisseurs ne paient pas les taxes élevées imposées ailleurs aux étrangers tirant des revenus de l'immobilier américain) et via des fiducies permettant d'éviter l'impôt sur les revenus tirés de la location. Selon l'ICIJ, Mullen qui touche des revenus très élevés de Pretium (et d'autres sources) bénéficie lui-même d'avantages fiscaux ; Emmanuel Yimfor (professeur de Finance à la Ross School of Business de l'université du Michigan a analysé les documents des Panama Papers et en a déduit que si l'entreprise atteint les 17,5 % de rendement qu'elle a prévu, le salaire de Mullen (et d'autres gestionnaires de fonds de ce type) pourrait dépasser le milliard de dollars. Or, les bénéfices de Pretium, présentés dans les comptes comme des «intérêts reportés», ne sont imposés (au taux de gains en capital) qu'à un bas niveau, car bénéficiant aux USA d'un allégement fiscal. En outre, c'est Pretium qui contrôle Progress Residential, également accusé d'avoir probablement aggravé l'ampleur et la vitesse de développement de la pandémie de COVID aux États-Unis, d'une part en continuant d'expulser des locataires vulnérables (y compris en pleine pandémie, en dépit d'un moratoire décidé par l’État), et d'autre part, en refusant les locations à de nombreuses personnes encore fragilisées par la crise de 2008 ou par les aléas de la vie (problèmes de santé notamment, alors que les États-Unis n'ont toujours pas de système de sécurité sociale).

Interrogé par l'ICIJ à propos de sa stratégie fiscale, Pretium Partners a affirmé en 2021 : « nos véhicules d'investissement sont structurés et gérés conformément aux meilleures pratiques du secteur ». Et Bhargava, qui semble être l'un des premiers investisseurs de Pretium (en 2021 domicilié au Royaume-Uni a affirmé se conformer aux lois fiscales pertinentes, ajoutant que les fiduciaires qui gèrent sa fiducie familiale ont choisi d'investir dans Pretium sans que lui-même ait eu accès au produit et que les administrateurs soient informés des impôts que le fonds Pretium aurait pu normalement payer aux États-Unis.
Il est aussi rapproché aux entreprises du groupe de décliner dans le secteur du locatif un modèle proche de la stratégie (ensuite dite The Big Short) imaginée et mise en œuvre par Mullen et quelques autres cadres de la banque d'investissement Goldman Sachs qui ont choisi de cyniquement miser sur l'effondrement des marchés en pariant contre les hypothèques titrisées, dans le cadre du marché des titres adossés à des créances hypothécaires, marché que Mullen connaissait bien puisqu'il en était responsable chez Goldman Sachs. Mullen a brutalement fait fortune et a fait gagner beaucoup d'argent à sa banque pendant que leurs concurrentes s'effondraient en série ou ne survivaient que grâce aux aides des États et des banques centrales.
Ce « modèle » est basé sur un profit revendiqué comme « opportuniste ». Il tire profit du surendettement instrumentalisé d'un grand nombre de gens, piégés par un système dont ils peuvent difficilement sortir. Ce modèle a été repris et adapté par Mullen au secteur de la location immobilière, à la fois pour conjointement créer Pretium Partners et Progress Residential. Il a permis de créer un nouveau marché captif dans le domaine de la location. Ceci s'est fait en achetant (dans un premier temps à bas prix) des dizaines de milliers de maisons saisies, de préférence dans des zones géographiques immobilièrement attractives (ex. : autour de grands centres urbains de la « ceinture de soleil des États-Unis », une région très demandée par les classes moyennes, dotée en bonnes écoles, commerces et lieux de cultures et loisirs, ainsi qu'en accès aux services essentiels. Cette demande a été dopée par la pandémie qui a incité au télétravail à distance.
Les maisons saisies sont achetées pour être ensuite louées à des Américains cherchant à se loger, mais trop pauvres pour acheter une maison, ou déjà lourdement endettés et/ou ne pouvant pas obtenir de prêts sur hypothèque. Le calcul de l'entreprise est que dans le contexte américain de ces grandes banlieues, au moins pour un certain temps, l'entreprise pourra continuer à faire augmenter ses loyers et d'autres frais payés par les locataires, pendant que les achats de nouvelles maisons par le groupe « augmenteront la valeur de ses actifs immobiliers (aux yeux des investisseurs), ce qui leur permettra d'ensuite vendre des obligations adossées à des revenus locatifs pour financer encore plus d'achats de logements ».
Les achats en séries de dizaines de milliers de maisons par ces nouveaux industriels de la location ont provoqué une flambée des prix des maisons (+ 23 % au second trimestre de 2021 par rapport à l'année précédente, selon la National Association of Realtors), au moment où Pretium s'apprêtait à prendre le contrôle de la plus grande plateforme de prêts immobiliers des États-Unis.

## Sous-entités dePretium
Le site Internet de Pretium ne donne pas d'informations sur les investisseurs ni sur la structure de l'entreprise, mais selon les informations disponible dans la presse financière, la littérature, les bases de données et registres du commerce (EDGAR, IAPD, CAFR…), etc. il existe plusieurs sous-entités de Pretium, dont au moins :
- Pretium Residential Credit Management LLC[24],
- Pretium Residential Credit Fund II LP (Hedge fund)[38],
- Pretium Credit Management LLC[24],
- Pretium Residential Credit Management LLC[24],
- Pretium Credit Management LLC[24])

- Pretium Mortgage Credit Partners I LP ;
- P2 Master Trust A ;
- Pretium CV Platform HoldCo LP ;
- Pretium Midway Investments LP ;
- Pretium Mortgage Credit Partners I REIT LLC ;
- Pretium Platform HoldCo LP ;
- Pretium Residential Credit Feeder Fund II LP ;
- Pretium Single-Family Rental Fund III F1 LP ;
- Pretium Single-Family Rental Fund III LP ;
- Pretium Special Residential Credit Opportunity Fund LP, tous dirigés ou codirigés par Donald Mullen Jr)[39] parfois en lien avec Goldman Sachs & Co LLC (ancien employeur de Donald Mullen Jr)[38]

Et Pretium Partners exploite au moins deux sociétés qu'il a créées : 
- Progress Residential
- Front Yard Residential.